# Felip Janer i Pidelaserra
Felip Janer i Pidelaserra   (Monistrol de Montserrat, 12 de febrer de 1891 - valor desconegut) fou un futbolista català de la dècada de 1910.
Jugava de davanter, principalment d'extrem dret. Començà a destacar al FC Barcelona, amb el que col·laborà en la consecució de dos Campionats de Catalunya. Posteriorment fou jugador d'Universitari SC i Casual SC, fins que la temporada 1914-15 ingressà al RCD Espanyol, on novament fou campió de Catalunya. La següent temporada fou jugador del FC Internacional.

## Palmarès
FC Barcelona
- Campionat de Catalunya de futbol:
  - 1909-10, 1910-11

RCD Espanyol
- Campionat de Catalunya de futbol:
  - 1914-15